# Albert Gallatin Hoit
Albert Gallatin Hoit (13 décembre 1809, 18 décembre 1856) est un peintre américain qui a vécu à Boston, Massachusetts. Il a peint des portraits de William Henry Harrison, Daniel Webster et Brenton Halliburton (en).

## Biographie
Hoit est né à Sandwich, dans le New Hampshire, le 13 décembre 1809 ; il est fils du général Daniel Hoit et de Sally Flanders. Il est diplômé de l'université de Dartmouth en 1829. Il épouse Susan Hanson en 1838.
Il a consacré sa vie « à la peinture de portraits, d'abord à Portland, dans le Maine, en 1831, puis à Bangor et Belfast, Maine, et Saint-Jean, Nouveau-Brunswick. jusqu'à Boston, Massachusetts, où il s'installe définitivement à partir de 1839 ». Il a également voyagé en Europe, « d'octobre 1842 à juillet 1844, ... en visitant les galeries d'art en Italie, à Paris et à Londres ». Il a réalisé le portrait de Pietro Bachi, Johanna Robinson Hazen, J. Eames, et d'autres. Il a peint un portrait de Daniel Webster « pour Paran Stevens, qui se trouvait depuis des années dans le Revere House, Boston, et appartient aujourd'hui à l'Union League Club, à New York ».
Il est affilié à la Boston Artists' Association, et expose à la galerie de la New England Art Union dans les années 1850. En 1848, il prend un atelier sur Tremont Ligne à Boston, et vit dans le quartier de Roxbury. En 1852, il déménage son atelier à Washington Street. Il meurt à Jamaica Plain, le 18 décembre 1856, à l'âge de 47 ans.
Les œuvres de Hoit figurent dans la collection de la Sandwich Historical Society dans le New Hampshire, le Musée du Nouveau-Brunswick et le musée des beaux-arts du Canada.

## Galerie

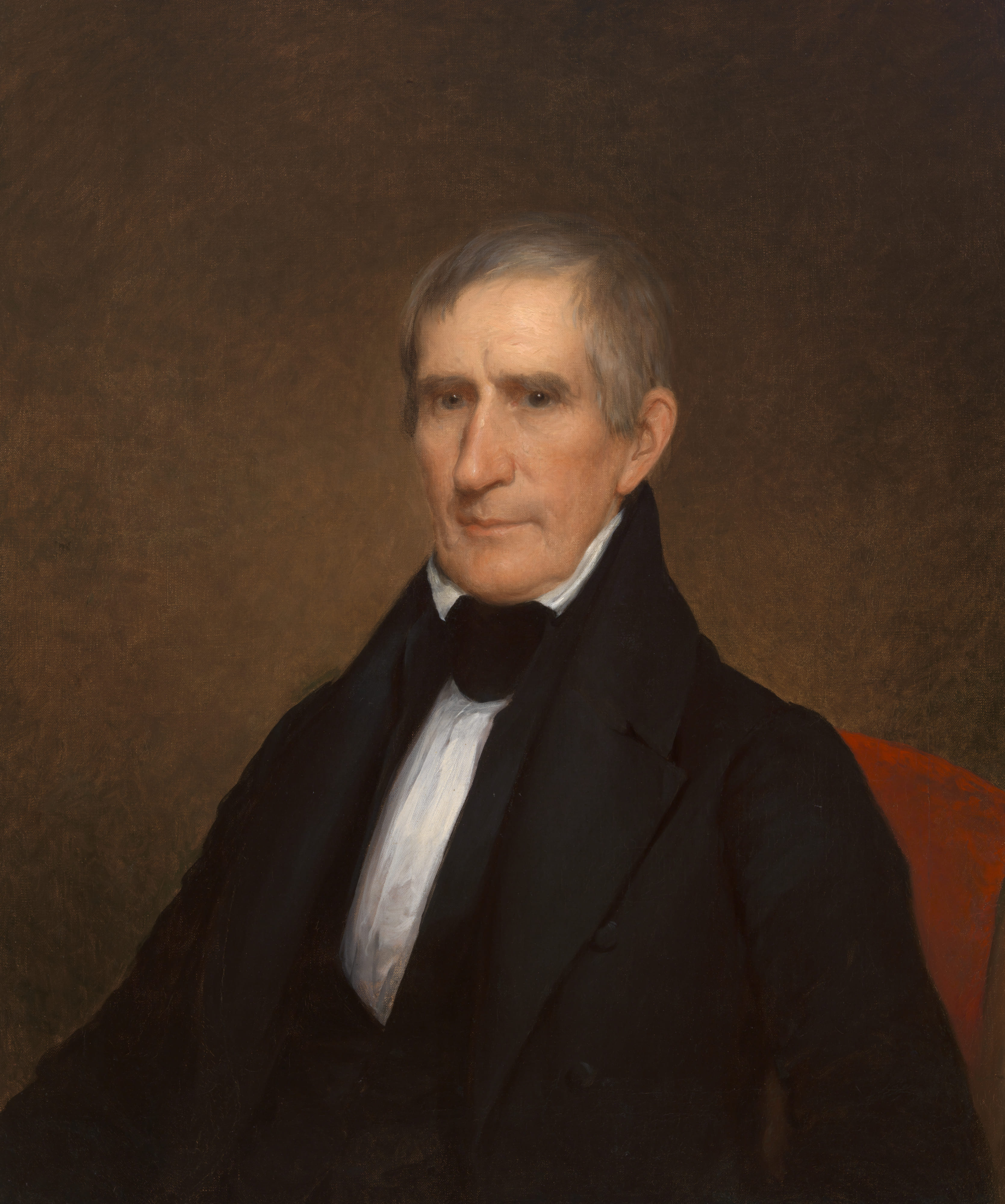
William Henry Harrison, 1840
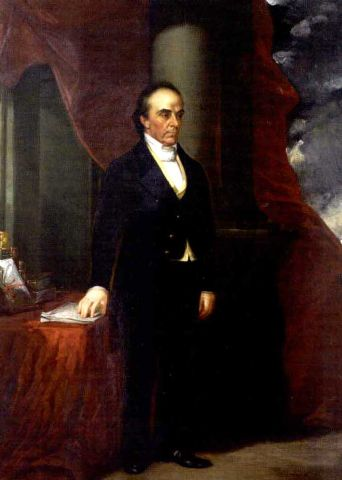
Daniel Webster
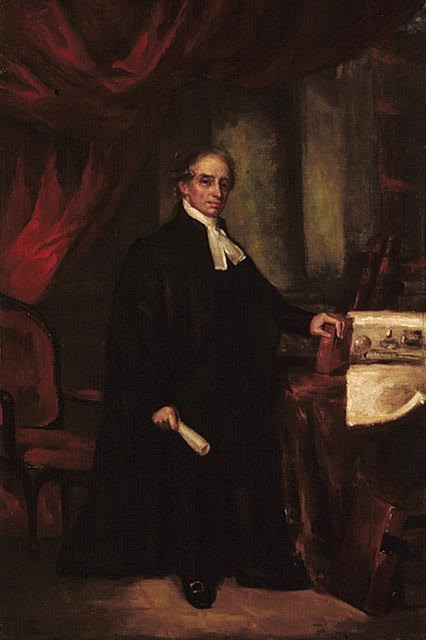
Brenton Halliburton, 1849
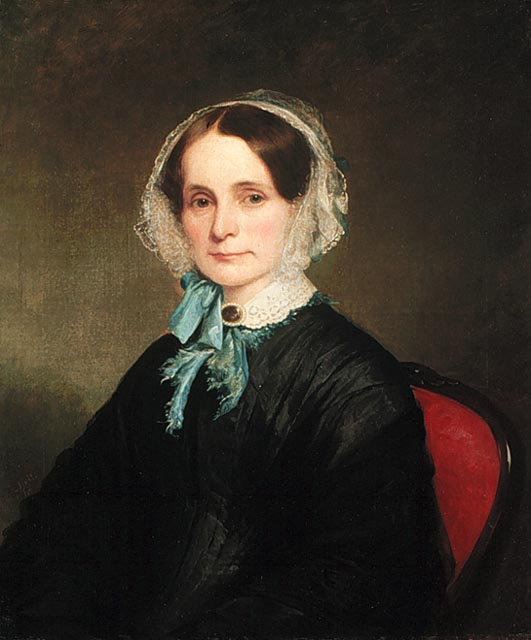
Johanna Robinson Hazen, 1852